# Stadiasmus Maris Magni
Lo Stadiasmus Maris Magni (in greco antico: Σταδιασμός ήτοι περίπλους της μεγάλης θαλάσσης?, Stadiasmòs ētoi perìplous tēs megàlēs thalassēs) è un periplo greco di autore anonimo, nel quale sono descritti i porti e le rotte di navigazione del mare Mediterraneo.

## Contenuto
Il testo fornisce indicazioni geografiche, contiene raccomandazioni e suggerimenti di navigazione per i naviganti, quali distanze, rotte, caratteristiche delle coste, dei punti di approdo e di approvvigionamento idrico, delle aree pericolose e dei centri abitati.
La parte nota dell'opera può essere suddivisa nelle seguenti sezioni: la costa del Africa settentrionale (da Utica ad Alessandria d'Egitto); la costa della Siria e dell'Asia minore (da Carnas a Mileto); Cipro e Creta.
È considerato il più antico testo specifico per la geografia dei porti del Mediterraneo. Il nome latino stadiasmos si riferisce al computo delle distanze di navigazione in stadi.

## Storia filologica
L'unica copia nota del testo originale è il Matritensis 4701(ex Matritensis graecus 121), un manoscritto latino del X-XI secolo, che è conservato presso la Biblioteca nazionale di Spagna. 

Secondo studi pubblicati intorno alla fine del '900, l'opera risalirebbe al I secolo d.C..
Nel 1855, il filologo tedesco Karl Müller pubblicò una traduzione latina dell'opera, corredata da commento critico, all'interno del trattato Geographi Graeci Minores, proponendo una datazione al III secolo d. C.
Nel 1906, Adolf Bauer e Otto Cuntz diedero alle stampe il volume Die Chronik des Hippolytos im Matritensis 121, un'edizione critica che fu rielaborata in un testo del 1929 curato da Rudolf Helm e dall'Accademia prussiana delle scienze.

Quest'ultima edizione germanica fu recensita come scarsamente affidabile, in ragione del modo di ricomporre ed emendare i frammenti del testo greco.

## Edizioni
- (LA) Geographi Græci minores, e codicibus recognovit, prolegomenis annotatione indicibus instruxit, tabulis æri incisis illustravit Carolus Müllerus, su Università di Padova, Pars Prima, Parigi, Firmin Didot, 1855.
- (LA) Geographi Græci minores, e codicibus recognovit, prolegomenis annotatione indicibus instruxit, tabulis æri incisis illustravit Carolus Müllerus, su gallica.bnf.fr, Volumen Secundum, Parigi, Ambrosio Firim Didot, 1859 - 1861. URL consultato il 10 febbraio 2021.
- (GRC)  (LA)  C. Müller, Stadiasmòs ētoi perìplous tēs megàlēs thalassēs Geographi Graeci Minores, in Geographi Graeci Minores, I, Parigi, 1855. Il testo è consultabile nella versione ellenica del progetto Wikisource.
- (DE, EL) Adolf Bauer e Otto Cuntz, Die Chronik des Hippolytos im Matritensis Graecus 121, Lipsia, J.C. Hinrichs'sche Buchhandlung, 1906,  p. 792 (archiviato il 10 febbraio 2021).
- (DE) Ippolito di Tebe (VII sec.), Die Griechischen Christlichen Scriftsteller der Ersten drei Jahrunderte heraugeben von der Kirkenvager Commission der Preussischen Akademie der Wissenschaften, a cura di Accademia prussiana delle scienze, Rudolf Helm e J. Markwart, Lipsia, J.C. Hinrichs'sche Buchhandlung, 1929.